# Polirreacción
Una polirreacción es una reacción química en la cual está involucrado al menos un polímero; difieren de las reacciones de polimerización en que en las reacciones de polimerización, un polímero es formado de monómeros, en cambio, en una polirreacción un polímero es modificado sin extender su cadena principal o disminuirla considerablemente.
Por medio de polirreacciones se pueden sintetizar polímeros de injerto, o formar copolímeros, cuando dos polímeros reaccionan. En un sentido estricto, la vulcanización es una polirreacción que involucra a un polímero y un agente entrecruzante.
Existen diversos tipos de polirreacciones.

## Reacciones de polioleofinas
Las Polioleofinas al igual que los alcanos simples pueden ser cloradas a elevadas temperaturas o en la presencia de luz ultravioleta produciendo una reacción que incluye radicales libres y produce HCl y polioleofinas cloradas que pueden ser utilizadas como retardantes a la flama o como plastificantes.
El polietileno puede ser sulfo-clorinado cuando una suspensión de PE en tetracloruro de carbono es tratada con una mezcla de cloro y dióxido de azufre en piridina.  Las polioleofinas pueden ser entrecruzadas por medio de calentamiento en presencia de peróxidos o por radiación ultravioleta, dependiendo del grado de entrecruzamiento, estos polímeros pierden la capacidad de ser solubles y adquieren resistencia al calor, este tipo de tratamiento es usado en la obtención de polímeros con memoria.

## Reacciones de Policloruro de vinilo
El PVC puede ser clorado y convertido en poli(cloruro de divinilo) el cual se aplica en artículos cuya resistencia a la alta temperatura es necesaria, como tuberías de agua caliente.

## Reacciones de Polienos
Un ejemplo clásico de reacciones de polienos es el del NR o Hule natural, obtenido principalmente del árbol Hevea Brasiliensis. Este método fue introducido por Berthelot en el año 1869. La temperatura de transisción vítrea del NR es modificada, así como el grado de cristalinidad del mismo por medio de hidrogenación.
En el caso de Polibutadieno la hidrogenación produce un material aislante y mecánicamente apropiado para cables de electricidad. Los copolímeros de ABA pueden ser hidrogenados por síntesis similares donde un doble enlace es sustituido por hidrógenos y de esta forma se obtienen copolímeros como el SEBS. El método de hidrogenación de polienos es la única vía de síntesis para producir polioleofinas alternantes como PE-co-PP.
La hidroalogenación del NR se lleva a cabo tratando el NR en presencia de HCl, por medio de un mecanismo iónico llamado adición de Markownikoff sobre el carbono terciario. 

## Reacciones de otros polímeros
- Datos: Q904691